# Nathan White
Pas d'image ? Cliquez ici

a Compétitions nationales et continentales officielles uniquement.

b Matchs officiels uniquement.
Dernière mise à jour le 28 septembre 2016.
Nathan White, né le 4 septembre 1981 à Hawera, est un joueur international irlandais de rugby à XV néo-zélandais évoluant au poste de pilier. Il commence le rugby en Nouvelle-Zélande avant de rejoindre l'Irlande, pays avec lequel il devient international. 
Il fait ses débuts au rugby professionnel en 2002 en Nouvelle-Zélande avec la province de Waikato, dont il devient le capitaine, disputant ainsi l'ITM Cup (vainqueur en 2006). Il intègre également la sélection provinciale disputant le Super Rugby, les Chiefs (finaliste en 2009). En 2012, il rejoint l'équipe irlandaise du Leinster (vainqueur le la Coupe d'Europe 2012 et finaliste du Pro12 en 2012) avant de s'engager avec le Connacht avec qui il remporte le Pro12 en 2016. 
Après trois années passées en Irlande, il devient sélectionnable avec le XV du Trèfle. Il connait ainsi 13 capes entre août 2015 et mars 2016, disputant la Coupe du monde et le Tournoi des Six Nations. 
En septembre 2016, il prend sa retraite professionnelle sur avis médical à la suite d'un traumatisme crânien. 

## Biographie

### Carrière en club

#### Les débuts en Nouvelle-Zélande
White fait ses débuts avec le Te Awamutu Sports Club. En 2002, il rejoint l'équipe de Waikato Rugby Union pour disputer le National Provincial Championship, Championnat National des Provinces. 
À partir de 2006, il dispute également des matchs de Super 14 avec les Waikato Chiefs. Cette même saison, White participe, avec Waikato Rugby Union, à la conquête du titre en Air New Zealand Cup, nouveau nom du National Provincial Championship, le championnat des provinces. Il est notamment titulaire à droite de la mêlée lors de la victoire 37 à 31 contre Wellington. Il joue un total de 41 matches de Super Rugby et participe à la saison 2009 qui voit les Chiefs s'incliner en finale du championnat.
Il devient capitaine de Waikato à partir de la saison 2010.

#### Le départ pour l'Irlande
White rejoint la province irlandaise du Leinster pour la saison 2011-2012 de Pro12. Il joue 17 matchs en Pro12 dont huit comme titulaire. Il marque son premier essai en Pro12 le 2 décembre 2011 contre Cardiff. Il dispute la finale perdue face aux gallois des Ospreys sur le score de 31 à 30.
Il participe également au parcours victorieux du Leinster en Coupe d'Europe, disputant sept des neuf matchs joués par sa province, tous comme remplaçant, et disputant la finale face à l'Ulster,.
En février 2012, Nathan White signe un contrat de trois ans à compter de la saison 2012-2013 en faveur de la province du Connacht. Pour sa première saison, il dispute 15 matchs de Pro12 dont 14 comme titulaire. Il joue également cinq matchs de Coupe d'Europe. La saison suivante le voit disputer 14 matchs de Pro12 et trois de Coupe d'Europe. En janvier 2015, il signe un nouveau contrat avec la fédération irlandaise le liant avec la province du Connacht jusqu'en 2017. lors de la saison 2015-2016, il aide son équipe à remporter le premier titre de son histoire en Pro12. Mais quelques semaines plus tôt, en mars 2016, lors d'un match face à son ancienne équipe du Leinster, il sort du terrain à la suite d'un traumatisme crânien qui le poussera à annoncer sa retraite en septembre 2016.

### Carrière internationale
En octobre 2014, Nathan White devient sélectionnable avec l'Irlande au titre des trois ans de résidence. Il est appelé dans le groupe irlandais pour la préparation de la tournée d'automne mais ne peut y participer en raison d'une blessure à un biceps.
En janvier 2015, il fait partie des deux joueurs sans aucune cape appelés dans le groupe irlandais pour le Tournoi des Six Nations. Le 30 janvier 2015, à l'âge de 33 ans, il connait une première sélection avec les Ireland Wolfhounds. En août, il obtient sa première sélection avec l'Irlande contre l'Écosse lors d'un match de préparation en vue de la Coupe du monde 2015.  Il est retenu dans le groupe des 31 joueurs pour la coupe du monde, disputant l'intégralité des rencontres, dont le quart de finale perdu face à l'équipe d'Argentine.
Il dispute également tous les matchs du Tournoi des Six Nations 2016.

## Palmarès en club
- Vainqueur du National Provincial Championship en 2006 avec Waikato.
- Finaliste du Super Rugby en 2009
- Vainqueur de la Coupe d'Europe en 2012 (avec le Leinster)
- Vainqueur du Pro12 en 2016 (avec le Connacht)
  - Finaliste en 2012 (avec le Leinster)

## Statistiques en équipe nationale
Au 20 mars 2016, Nathan White compte treize sélections avec l'Irlande, dont quatre en tant que titulaire, depuis sa première sélection le 15 août 2015 à Dublin face à l'Écosse. 
Il participe à une édition de la Coupe du monde, en 2015 où il joue cinq rencontres, face au Canada, la Roumanie, l'Italie, la France et l'Argentine.
Il participe à une édition du Tournoi des Six Nations, en 2016. 